# بالتازار يوهانس فورستر
ب. ج. فورستر (بالأفريقانية: Balthazar Johannes Vorster)‏ (و. 1915 – 1983 م) هو سياسي من جنوب أفريقيا .
تولى منصب رئيس الدولة في جنوب أفريقيا (1978-10-10–1979-06-04) .

## روابط خارجية
- بالتازار يوهانس فورستر على موقع الموسوعة البريطانية (الإنجليزية)
- بالتازار يوهانس فورستر على موقع مونزينجر (الألمانية)
- بالتازار يوهانس فورستر على موقع ميوزك برينز (الإنجليزية)
- بالتازار يوهانس فورستر على موقع ديسكوغز (الإنجليزية)